# GBU-24

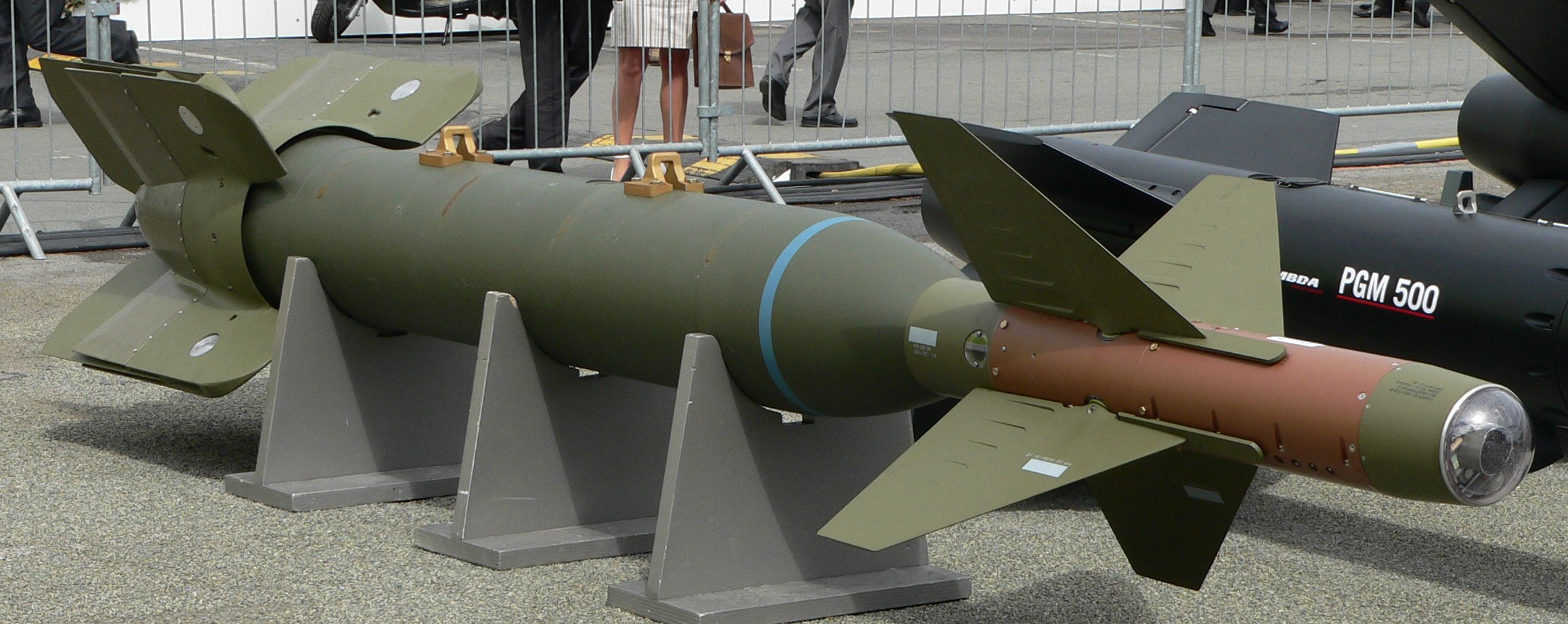

GBU-24 — американская управляемая авиационная бомба.
Конструктивно выполнена на базе бомбы свободного падения Mk-84. Имеет номинальный вес 2000 фунтов (908 кг), но её фактический вес может несколько колебаться в зависимости от модификации, от 1972 фунтов (896 кг) до 1983 (947 кг). Корпус изготавливается из металла. Он заполнен 945 фунтами (429 кг) взрывчатки тритонал. Оснащена лазерной системой наведения Paveway III.
Во время войны в Персидском заливе[какой?] было сброшено 1181 единиц GBU-24.
На тестовые испытания в 1999 году была доставлена модификация — GBU-24E/B Enhanced Paveway Laser Guided Bomb с проникающей боевой частью для уничтожения заглубленных фортифицированных ангаров и подземных бункеров. В данной бомбе используется комбинированная спутниково-инерциальная система наведения, сочетающая в себе GPS-приёмник с инерциальной навигационной аппаратурой и полуактивной лазерной головкой самонаведения с подсветкой цели наземной или авиационной станцией наведения.
|                                                  |  |  |
| Подрыв бомбы в точке встречи с поверхностью цели |  |  |

## ТТХ
- Максимальная высота применения, м 9100
- Система наведения: Лазерная;,
- Дальность: около 19 км;
- Вес бомбы, кг: 900 кг.
- Длина: 4,32 м.
- Диаметр, м: 0,37 м.
- Самолет-носитель: A-6, A-10, F-14, F-15, F-16, F/A-18, F-111, Mirage 2000.